# فرایهاوزن
فرایهاوزن (به آلمانی: Freihausen) یک منطقهٔ مسکونی در آلمان است که در سویبرسدورف واقع شده‌است. فرایهاوزن ۲۳۰ نفر جمعیت دارد.